# Illustreret Folkeblad
Illustreret Folkeblad (Ilustrowane Wiadomości Ludowe) – norweski tygodnik ukazujący się w latach 1856–1858.
Głównym redaktorem pisma był Bjørnstjerne Bjørnson, który publikował w nim także swoje opowiadania chłopskie. Do najpopularniejszych należały Niebezpieczne zaloty (Et farligt Frieri, 1956) i Dziewczę ze Słonecznego Wzgórza (1857).